# Wojciech Czerlonko
Wojciech Czerlonko (ur. 16 listopada 1995 w Gdańsku) – polski koszykarz, grający na pozycji niskiego skrzydłowego, zawodnik SKS-u Fulimpex Starogard Gdański (2022–2025); od 31 marca 2025 r. w Tasomix Rosiek Stal Ostrów Wielkopolski.    

## Życiorys

### Kariera klubowa

#### Początki kariery (do 2014)
Czerlonko jest wychowankiem klubu UKS De La Salle Gdańsk.
Na centralnym szczeblu seniorskich rozgrywek ligowych zadebiutował w sezonie 2013/2014, gdy wraz z rezerwami Trefla Sopot występował w II lidze. W sumie rozegrał wówczas 21 spotkań ligowych, w których zdobywał przeciętnie po 5,7 punktu i 3 zbiórki na mecz.

#### Asseco Gdynia (2014–2017)
Przed sezonem 2014/2015 przeniósł się do Asseco Gdynia. W barwach tego klubu w meczu z Anwilem Włocławek, który odbył się 24 stycznia 2015 roku zadebiutował w Polskiej Lidze Koszykówki (PLK). W sumie w pierwszym sezonie w PLK rozegrał 5 spotkań, w których zdobył łącznie 5 punktów, miał 9 zbiórek i 6 asyst (średnio odpowiednio po: 1, 1,8 i 1,2). Oprócz tego w drugoligowych rezerwach Asseco wystąpił w 24 spotkaniach ligowych, w których zdobył łącznie 191 punktów (przeciętnie po 7,96 na mecz) i 88 zbiórek (średnio po 3,67 na mecz). W 2015 roku został także wybrany do „pierwszej piątki” mistrzostw Polski do lat 20.
W sezonie 2015/2016 ponownie występował w pierwszym zespole Asseco, gdzie grał częściej niż w debiutanckim sezonie, jedynie sporadycznie występując w drugoligowych spotkaniach rezerw tego klubu. W sumie w pierwszej drużynie wystąpił w 25 meczach PLK, zdobywając łącznie 49 punktów (średnio niespełna 2 na mecz), a w jednym ze spotkań zagrał w „pierwszej piątce” drużyny z Gdyni. Z kolei w barwach rezerw wziął udział w 6 spotkaniach II ligi, zdobywając przeciętnie po 16 punktów, 7 zbiórek i 4,2 asysty na mecz.

#### Start Lublin (2017-2019)
26 sierpnia 2017 został zawodnikiem TBV Startu Lublin. 22 czerwca 2018 podpisał kolejną umowę z zespołem z Lublina na kolejne trzy lata. 20 sierpnia 2019 za porozumieniem stron rozwiązał umowę ze Startem.

#### Arka Gdynia (od 2019)
7 września 2019 zawarł kolejny w karierze kontrakt z zespołem, z Gdyni, tym razem występującym pod nazwą Arka Gdynia.
21 grudnia 2020 dołączył do Kinga Szczecin. 16 czerwca 2022 dołączył do SKS-u Fulimpex Starogard Gdański.

### Kariera reprezentacyjna
W 2014 i 2015 roku powoływany był do szerokiej kadry reprezentacji Polski do lat 20, jednak w obu przypadkach nie został wybrany do składu na mistrzostwa Europy w tej kategorii wiekowej.

## Życie prywatne
Wojciech Czerlonko jest synem Małgorzaty Czerlonko, byłej reprezentantki Polski w koszykówce kobiet.